# Södra Åsbo herred
Södra Åsbo herred (før 1658 dansk: Sønder (eller Søndre) Asbo Herred) var et herred beliggende i Helsingborg len i det nordvestlige Skåne. 
I Sønder Asbo Herred var bl.a. byerne Stenested (svensk: Stenestad) og Sønderslev (svensk: V. Sönnarslöv) samt herregården Tommerup.